# Back in Black
Back In Black er AC/DCs første album med forsanger Brian Johnson. Udgivet i 1980.
Brian Johnson kom til gruppen efter at tidligere forsanger Bon Scott døde efter en druktur, kvalt i sit eget bræk.
Efter Scotts død, var stifterne af AC/DC, Angus Young og Malcolm Young, fast besluttede på ikke at stoppe deres produktivitet, og kun en uge efter begravelsen ringede Malcolm så til Angus, og spurgte om han ville med i studiet.
Et par år tidligere havde AC/DC været til en koncert, hvor de havde hørt Brian Johnson synge, og Scott havde været meget begejstret. Brødrene Young besluttede derfor, at de ville invitere ham til en audition. Her sang Johnson Bon Scotts "Whole Lotta Rosie", hvilket han gjorde så overbevisende, at Malcolm og Angus hyrede ham med det samme. I dag er Brian Johnson for mange fans blevet "stemmen" bag AC/DC.
Back In Black er aldrig blevet påstået at være en afsked til Bon Scott, men det sorte cover med de gravstensformede bogstaver siger dog, at gruppen nok alligevel har tænkt på ham, og nogle mener at den dystre, uhyggelige album-åbner "Hells Bells" muligvis også er skrevet med Scott i baghovedet.
Back In Black skulle vise sig at blive AC/DCs gennembrud i USA, og det mest sælgende album gruppen har udgivet. Det er det andetmest solgte album nogensinde i verden. Med 50 millioner solgte albums hvoraf de 26 af dem er solgt i USA.

## Numre
1. "Hells Bells" – 5:12
2. "Shoot to Thrill" – 5:17
3. "What Do You Do for Money Honey" – 3:35
4. "Given the Dog a Bone" – 3:31
5. "Let Me Put My Love into You" – 4:15
6. "Back in Black" – 4:15
7. "You Shook Me All Night Long" – 3:30
8. "Have a Drink on Me" – 3:58
9. "Shake a Leg" – 4:05
10. "Rock and Roll Ain't Noise Pollution" – 4:17

## Musikere
- Brian Johnson – Vokal
- Angus Young – guitar
- Malcolm Young – Rytmeguitar, kor
- Cliff Williams – Basguitar, kor
- Phil Rudd – Trommer, kor